# Ataque em Cabul em julho de 2016
Em 23 de julho de 2016 um duplo atentado ocorreu nas imediações da praça Deh Mazang , em Cabul, capital do Afeganistão, quando os manifestantes, na sua grande maioria da minoria étnica dos xiitas hazaras, estavam marchando contra um mega projeto de energia. Pelo menos 80 pessoas foram mortas e 260 ficaram feridas. O grupo terrorista Estado Islâmico do Iraque e do Levante assumiu a responsabilidade.
O ataque foi o mais mortal em Cabul desde 2001. Presidente Afegão Ashraf Ghani, em um pronunciamento de televisão ao vivo declarou o dia seguinte (24 de julho) como um dia de luto nacional e prometeu ação contra os culpados.

## Antecedentes
Os hazaras são o terceiro maior grupo étnico do Afeganistão, uma maioria xiita em um país de maioria sunita, formando até 15% da população Afegã. Os hazaras têm sido alvo de discriminação e genocídio desde a criação do atual Afeganistão pelo Emir Abderramão Cã. A comunidade também tem sido perseguida pelo Talibã e milhares foram mortos desde 1990.
O TUTAP (Turcomenistão-Uzbequistão-Tajiquistão-Afeganistão-Paquistão) é um projeto de energia multimilionário apoiado pelo Banco Asiático de Desenvolvimento e pelo Banco Mundial para gerar eletricidade acessível a mais pessoas no Afeganistão. O projeto de avaliação inicial recomendou que o trajeto do TUTAP passasse através da Província de Bamiã, de maioria hazara povoada, localizada no Planalto Central. No entanto, em 2013 o projeto foi re-encaminhado para atravessar o Passo de Salang, o que gerou protestos entre os hazaras.
Milhares de pessoas participaram da manifestação em 23 de julho de 2016. Ela começou a oeste de Cabul, em torno de 07:00 (hora local) e terminou na Praça Deh Mazang, onde o governo tinha colocado contêineres e caminhões para impedir os manifestantes da marcha de alcançar o palácio presidencial. Os manifestantes estavam planejando acampar aqui no final do protesto.
Antes de março, o governo havia avisado organizadores da possibilidade de um ataque.

## Atentados
Às 14:30, dois terroristas detonaram cintos de explosivos quando os manifestantes estavam voltando para casa no fim das manifestações. As agências de segurança afirmam que tinham relatórios de inteligência que avisaram acerca do movimento dos terroristas. A CNN informou, citando a polícia afegã, que um terceiro homem foi morto antes de detonar sua bomba, embora apenas dois homens tenham sido descritos na declaração de responsabilidade.

### Autores
O ataque foi realizado por dois seguidores do Estado Islâmico, de acordo com as afiliadas Agência de Notícias Amaq. De Acordo com a VOA, o objetivo do ISIS era também avisar aos hazaras paraque parem de lutar ao lado do governo sírio na Guerra Civil.
O Talibã negou envolvimento no ataque.